# 鯨井恒太郎

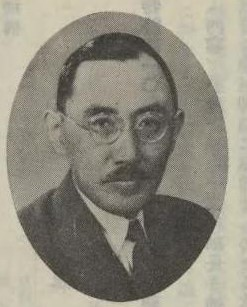
鯨井恒太郎

鯨井 恒太郎（くじらい つねたろう、1884年（明治17年）7月19日 - 1935年（昭和10年）7月22日）は、日本の電気工学者である。

## 経歴・人物
東京府（現在の東京都）東京市京橋の生まれ。東京帝国大学工科大学（現：東京大学工学部）電気工学科に入学する。1907年（明治40年）の卒業後は、逓信省に入省し電気試験所の研究員として活動した。1908年（明治41年）には同試験所に勤務する傍ら、母校の東京帝国大学で鳳秀太郎の指導の下に助教授を経て、1912年（大正元年）に文部省より「電気工学研究」のため、満2か年間ドイツ、イギリス及びアメリカへ留学を命じられ、1915年（大正4年）に帰国する。1918年（大正7年）に工学博士の学位を取得された後、昇進して教授に就任した。同大学に勤務中は多くの発明品の制作に携わり、鉱石検波器の研究を中心に多くの特許を取得した。同年、理化学研究所の発足に際して、研究員を委嘱され、1922年（大正11年）には主任研究員となり、鯨井研究室を創設した。
その後、同大学で勤務する傍ら、1924年（大正13年）より東京市電気研究所の初代所長となり、1929年（昭和4年）に依願により所長事務嘱託を解かれた。同年、東京工業大学の創立と共に電気工学科の主任教授を兼ね、その前年で日本大学工学部（現：理工学部）が創設される前月には日本大学教授を嘱託され、その後電気工学科の初代主任教授となった。また、昭和2～4年には電気学会副会長を務めた。晩年には日本ラヂオ協会副会長や照明学会会長等多くの職にあたった。門下には仁科芳雄、古賀逸策らがいる。没後は多磨霊園に葬られた。

## 発明品

### 主な発明
- 無線電話機 - 1911年（明治44年）発明[2]。
- 周波数変換装置 - 1915年（大正4年）発明[2]。
- 秘密通信機 - 1927年（昭和2年）・1930年（昭和5年）特許取得[4]。

### その他の発明
- 整流器
- 電気集塵機
- 光通信機（白熱電球使用）

## 受賞歴
- 帝国学士院賞 - 1916年（大正5年）受賞[2][4]。鳥潟右一との共賞[4]。

## 著書
- 『電力輸送配電法』（1914年再販）